# 란디프 후다

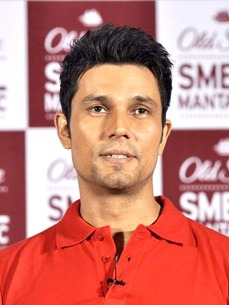

란디프 후다(Randeep Hooda, 1976년 8월 20일 ~ )는 인도의 배우, 모델이다.
롯탁에서 태어났다.

## 영화
- 익스트랙션 (2020년)
- 더 워리어: 돌아온 전사 (2018년)
- 랄 랭 (2016년)
- 술탄 (2016년) - 파테(술탄의코치) 역
- 비바 보이즈 (2015년)
- 웅글리 (2014년)
- 하이웨이 (2014년)
- 킥 (2014년)
- 더 커핀 메이커 (2013년)
- 봄베이 토키스 (2013년)
- 머더 3 (2013년)
- 히로인 (2012년)
- 원스 어폰 어 타임 인 뭄바이 (2010년)
- 러브 키츠디 (2009년)
- 게팅 스케얼드 이즈 네서세리 (2006년)